# Pseudocomitatenses
Els pseudocomitatenses (en singular pseudocomitatensis) eren un cos de l'exèrcit romà tardà. Lluitaven sota les ordres del comitatus, l'aparell administratiu que servia a l'emperador i que l'acompanyava en els seus desplaçaments.
Tenien un nivell inferior als comitatenses, unes tropes d'infanteria pesant que formaven els regiments regulars de l'exèrcit del comitatus, ja que normalment procedien dels exèrcits que havien estat destacats a les fronteres (els limitanei). Els regiments de limitanei s'afegien sovint al comitatus per realitzar campanyes concretes, i de vegades eren retinguts durant molt de temps i incorporats a l'exèrcit amb el nom de pseudocomitatenses. Això volia dir que tenien una bona capacitat de lluita.